# Ovado
Os antigos escritores latinos usavam o termo vates (ovados) significando "profetas" e "videntes" em geral; a palavra caiu em desuso no latim até que foi revivida por Virgílio . Posteriormente, Ovídio descreveu a si mesmo como o vates de Eros (Amores 3.9).
De acordo com Estrabão,  Diodoro Sículo  e Posidônio, os vates (ou ovados) (ουατεις) eram uma das três classes do sacerdócio céltico, sendo as outras duas os druidas e os bardos. Os ovados tinham o papel de videntes e realizavam sacrifícios (inclusive – e supostamente – sacrifícios humanos), sob a direção de um druida. Seu papel, portanto, corresponde ao de um Adhvaryu na religião védica.
O termo vates originou o termo irlandês fáith "profeta, vidente".